# Psilopleura minax
Psilopleura minax är en fjärilsart som beskrevs av Max Wilhelm Karl Draudt 1915. Psilopleura minax ingår i släktet Psilopleura och familjen björnspinnare. Inga underarter finns listade.